# ماريسا ريزيند
ماريسا ريزيند (بالبرتغالية: Marisa Rezende‏) هي عازفة بيانو وملحنة برازيلية، ولدت في 8 أغسطس 1944 في ريو دي جانيرو في البرازيل.

## وصلات خارجية
- ماريسا ريزيند على موقع ميوزك برينز (الإنجليزية)